# Souveraineté nationale
Ne doit pas être confondu avec Souveraineté populaire.
Le principe de souveraineté nationale a des racines dans l'Antiquité avec la constitution des nations, du droit et des frontières.[réf. nécessaire] Fortement associé à l'idée de « Nation » par la révolution française, Il est aujourd'hui revendiqué par tous les États, démocratiques ou non dans le cadre du droit international .[réf. obsolète]
Le droit le précise peu à peu, au XVIIIe siècle notamment[réf. obsolète]. Il figure explicitement dans la Déclaration des droits de l'homme et du citoyen du 26 août 1789 en son article 3 : « Le principe de toute Souveraineté réside essentiellement dans la Nation. Nul corps, nul individu ne peut exercer d’autorité qui n’en émane expressément » et constitue un sujet de débat au sein des alliances de nations notamment dans le cadre de la construction européenne . Il est tantôt un facteur de cohésion (en France sous l'égide d'une république indivisible, de la constitution et de son garant le Conseil constitutionnel) et de construction des équilibres géostratégiques, tantôt un facteur de tensions, par exemple lors des guerres (guerres franco-allemandes notamment), voire des guerres mondiales ou de la guerre froide.[réf. obsolète]
Ce concept évolue et se complexifie en raison de sa coexistence avec le développement d'une certaine liberté de circulation (et de grands réseaux de transports transnationaux) et de la mondialisation et la construction de nouvelles identités et entités (l'Europe par exemple), voire avec l'apparition de forces d'interventions multinationales (OTAN, Casques bleus de l'ONU), notamment sous l'égide de l'ONU, qui nécessitent de reconsidérer les rôles et missions, et donc le fonctionnement et les modalités d'entraînement des armées. La protection de cette souveraineté a justifié le choix de certains pays de mettre en place le principe de la dissuasion nucléaire, qui est aussi un poids économique et politique

## Relativité de la notion
La souveraineté, telle que définie ci-dessus appartient donc à la nation, une entité abstraite et unique, et n'exclut pas à priori ce que Wolfgang Friedmann nomme « un Droit de coexistence » pacifique ni un droit de coopération.
Cet ensemble est fictif puisqu'il ne se limite pas aux seuls citoyens présents, mais inclut les citoyens passés et futurs ; elle est supérieure à la somme des individus qui la composent. Aussi, c'est une souveraineté dont le titulaire est la nation, entité collective et indivisible. La souveraineté est ensuite incarnée dans la loi par la Constitution de 1791 qui proclame : "il n'y a point de souveraineté supérieure à la loi"
Dans la théorie classique, la souveraineté nationale se traduit par un régime représentatif, puisque la Nation ne peut gouverner directement (la simple majorité ou souveraineté du peuple n'est pas la volonté de la nation, puisqu'elle est supérieure aux sommes qui la composent).
La souveraineté nationale implique donc le recours à des « mandataires », titulaires d'un mandat représentatif : des représentants dont les décisions constituent l'expression de la volonté générale.
Ils œuvrent dans l'intérêt de la Nation et chacun la représente entièrement (et non leurs seuls électeurs). On ne pourra leur reprocher une décision car l'ensemble des citoyens actuels ne représente pas toute la Nation. La Nation ne peut pas, non plus, contrôler ses représentants puisqu'elle n'est qu'un ensemble fictif. Pour éviter qu'ils n'abusent de leur pouvoir, il faut mettre en place des contre-pouvoirs.
La souveraineté nationale implique donc le régime représentatif qui nécessite, pour son contrôle, la séparation des pouvoirs (pouvoir exécutif, législatif et judiciaire).
La souveraineté nationale encourage aussi un suffrage censitaire. En effet, même en faisant voter l'ensemble des citoyens d'un pays, seule une infime partie de la Nation pourrait voter. On peut donc très bien limiter le suffrage à un nombre un peu plus limité de citoyens, en privilégiant ceux considérés comme les plus capables (capacité à lire et écrire, comprendre la vie politique, avoir le temps et l'indépendance nécessaire, d'où le critère de la richesse). Même si le suffrage universel n'est pas contraire, il ne va pas de soi (dans les pays anglo-saxons, le suffrage, à l'origine très limité, a peu à peu été étendu).
La souveraineté nationale entraine une exclusion de la démocratie directe et le suffrage est davantage une fonction qu'un droit.
Elle interfère avec la gouvernance de l'économie (qui tend depuis le XIXe siècle à se mondialiser et à encourager une guerre économique plus ou moins soutenue par les nations, ce qui selon certains auteurs est une source de risque pour les souverainetés nationales

## Dans le droit
Les pays anglo-saxons (en particulier les États-Unis) fondèrent leurs régimes institutionnels sur cette théorie.
L'application française de la souveraineté nationale est souvent attribuée à l'abbé Sieyès. Elle fait coexister un régime représentatif avec des procédures de démocratie directe.
La Constitution de la Ve république a établi un compromis entre la souveraineté nationale et la souveraineté populaire en faisant coexister un régime représentatif et une part de démocratie directe au travers du référendum (cf article 3 de la Constitution de 1958).
L'apparition de divers niveaux de souveraineté et d'une gouvernance mondiale et multi-niveaux (en Europe par exemple, avec le traité de Maastricht) nuance et complexifie la notion de souveraineté, notamment dans les domaines militaires, économiques et des politiques culturelles ou d'immigration.

## Témoignage
Dans Le Dernier Mitterrand, Georges-Marc Benamou rapporte que François Mitterrand lui a expliqué que la France ne sera plus souveraine : « "En fait je suis le dernier des grands présidents". Il me dit ça vite, dans un mélange de pudeur et de grandiloquence. Comme s'il craignait que je le prenne pour un vieux fou, il tente de rationaliser l'aveu qu'il vient de me faire : "Enfin, je veux dire le dernier dans la lignée de De Gaulle. Après moi, il n'y en aura plus d'autres en France... À cause de l'Europe... À cause de la mondialisation... À cause de l'évolution nécessaire des institutions... Dans le futur, ce régime pourra toujours s'appeler la Ve République... Mais rien ne sera pareil. Le président deviendra une sorte de super-Premier ministre, il sera fragile" ».